# Olympus OM-D sorozat
Az Olympus OM-D sorozat digitális, tükör nélküli, cserélhető objektíves fényképezőgépek sorozata a Micro Four Thirds rendszerben, amelyet az Olympus Corporation gyártott. Az Olympus fényképezőgép részlegét 2021-ben megvásárolta a Japan Industrial Partners, akik a jövőben folytatják az OM-D sorozatot OM System márkanév alatt.

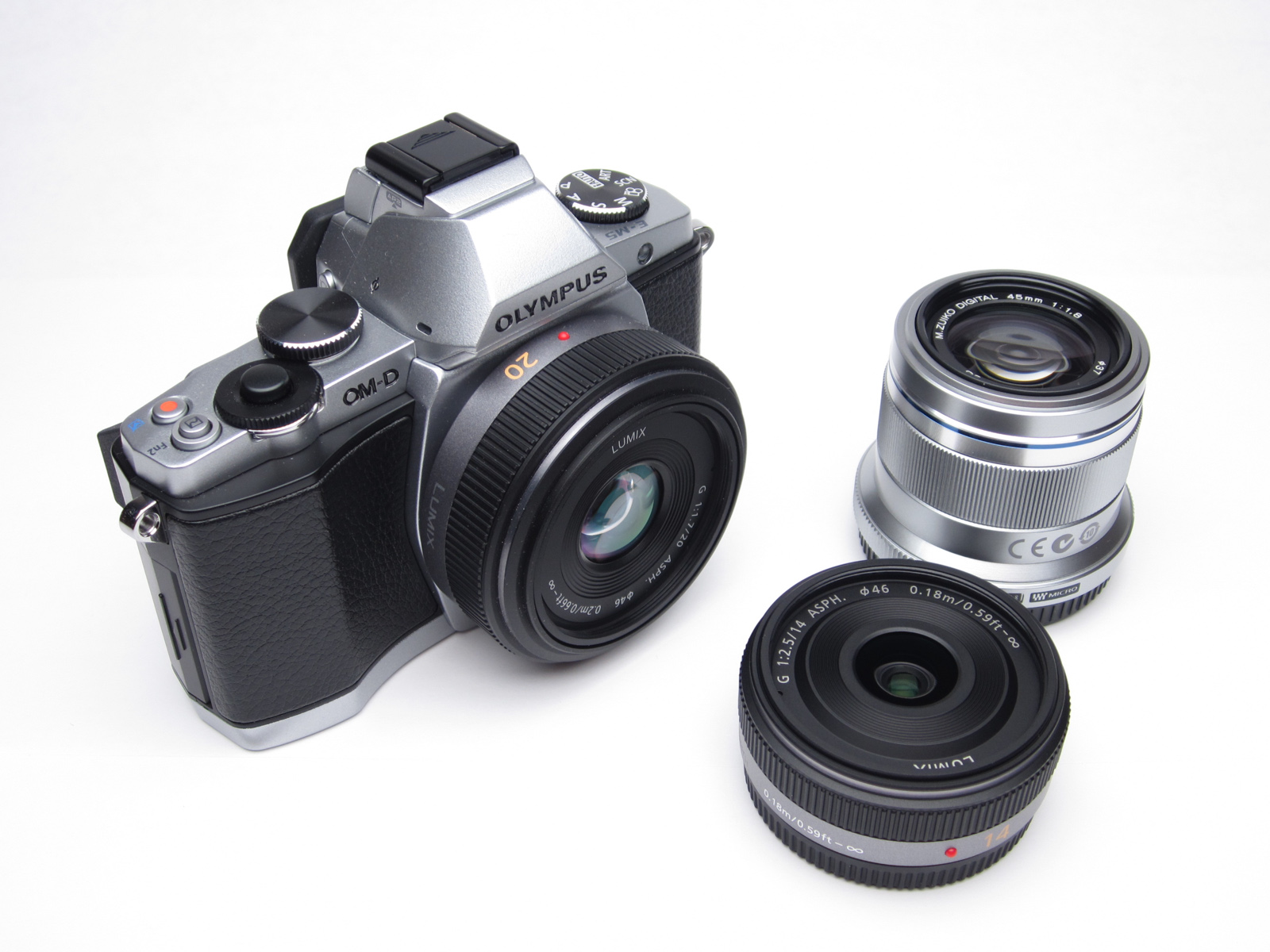
A 2012-ben bemutatott Olympus OM-D E-M5. Az első OM-D fényképezőgép

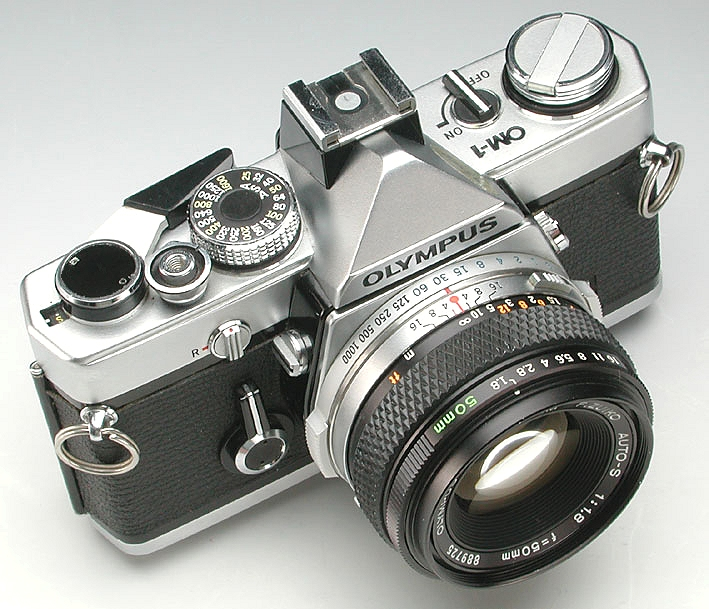
Az 1972-ben bemutatott Olympus OM-1 Az első OM fényképezőgép

Az OM-D az 1972-től 2002-ig futott Olympus OM sorozatának újraélesztése. A legfontosabb dizájnelemeket megtartották, de az OM-D fényképezőgépek a 2010-es és -20-as évek piaci igényeinek megfelelő technológiával, például digitális képérzékelővel és videórögzítési lehetőségekkel vannak felszerelve.
Az OM-D sorozat jelenleg az Olympus fényképezőgépek legmagasabb szintű termékcsaládja, amely a PEN tükör nélküli és a Stylus kompakt kamerák fölé sorolható.

## A PEN és az OM-D kamera közötti különbségek (Micro Four Thirds)
- A PEN sorozat gépei általában kisebbek és könnyebbek.
- A legtöbb PEN kamera kevesebb funkcióval rendelkezik, mint az OM-D kamerák.
- Minden OM-D fényképezőgép beépített elektronikus keresővel rendelkezik, a PEN sorozatban ez csak egy modellre jellemző (PEN-F).
- Minden OM-D fényképezőgép rendelkezik vakupapuccsal, a PEN sorozatban ez nem minden fényképezőgépre jellemző.
- A legtöbb PEN kamera 3 tengelyes szenzorstabilizáló rendszerrel rendelkezik, míg minden OM-D 5 tengelyes szenzorstabilizáló rendszerrel rendelkezik (kivéve E-M10).
- A PEN sorozat „távmérő-stílusú” házzal (lapos tetejű), míg az OM-D sorozat „SLR-stílusú” testtel rendelkezik (a tetején dudor).
- Általában az OM-D vona minőségibb és drágább, mint a PEN vonal.

## A különbség az OM-D alkategóriák között
Az OM-D sorozatban három alkategória van:
- E-M10 Olympus OM-D E-M10 Mark II

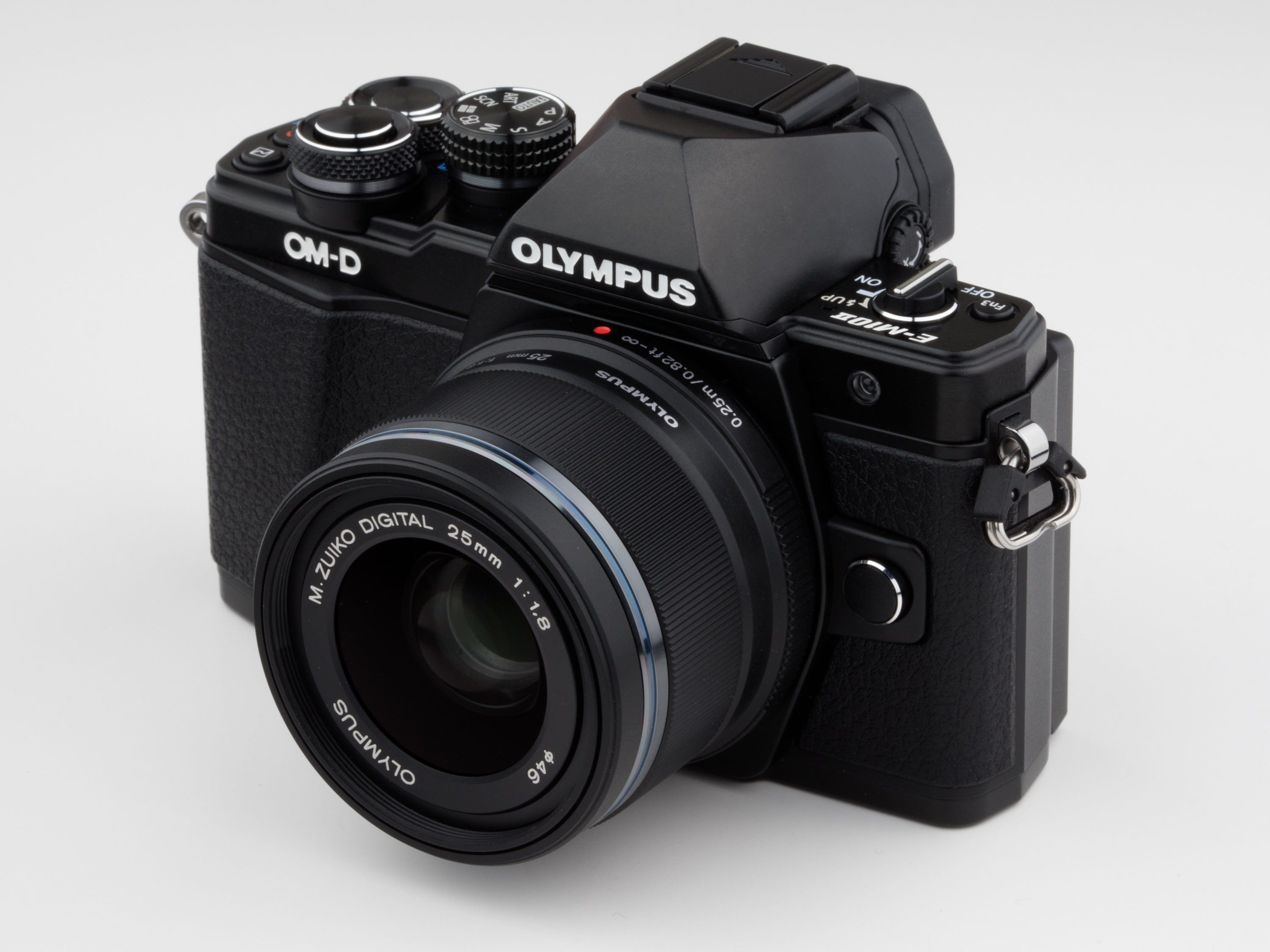
Olympus OM-D E-M10 Mark II

  - A legalacsonyabb szintű OM-D kategória.
  - Kezdőbarát kialakítás.
  - Beépített vaku.
  - Legolcsóbb.
  - Abszolút értelemben egy középkategóriás vonal.
  - Legújabb modell: E-M10 Mark IV.
- E-M5 Olympus OM-D E-M5 Mark III

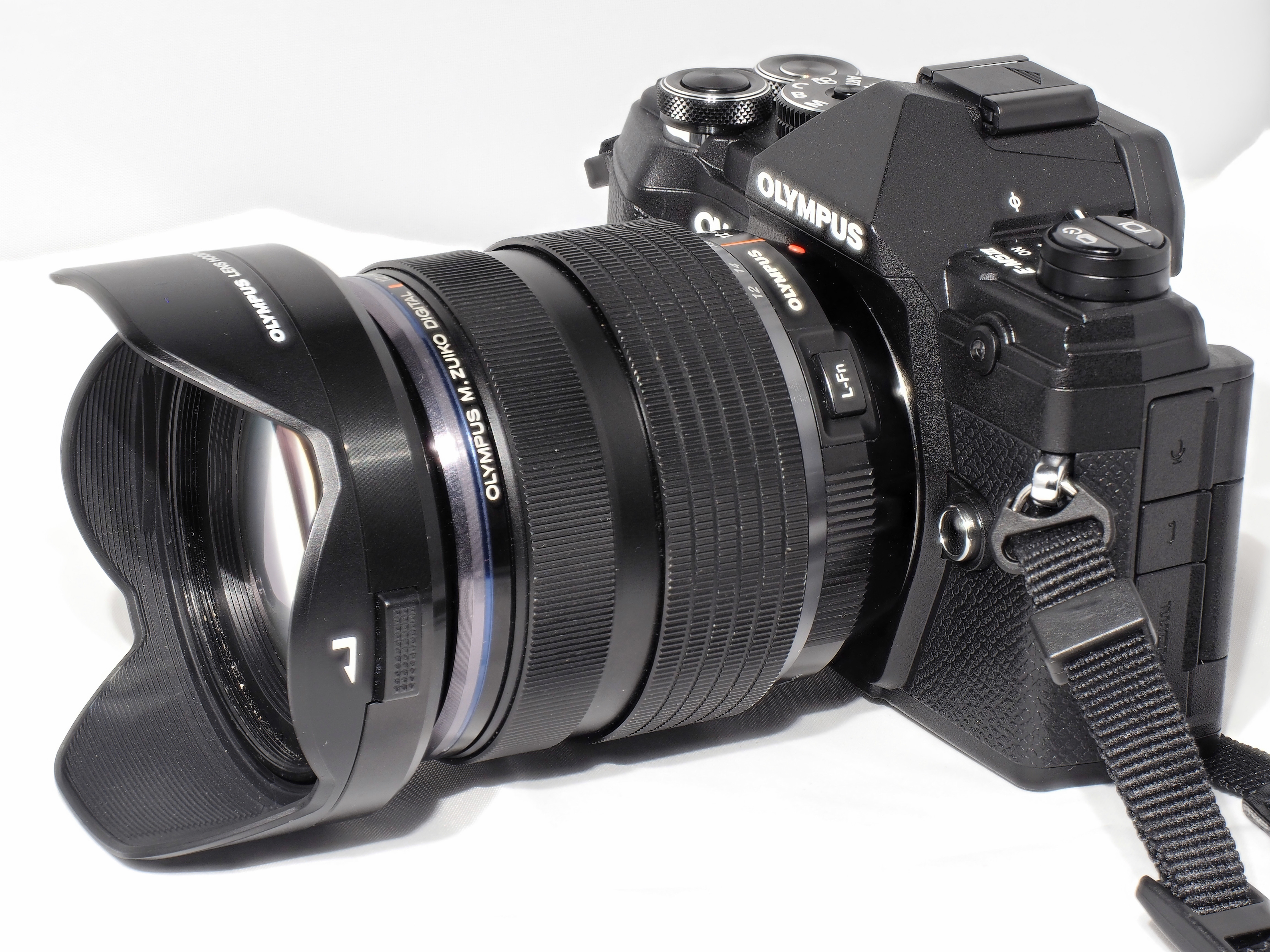
Olympus OM-D E-M5 Mark III

  - Középkategóriás az OM-D családban.
  - félprofi/lelkes amatőröknek szánt széria
  - Időjárásálló.
  - Közepesen drága.
  - Abszolút értelemben egy felső-középkategóriás vonal.
  - Legújabb modell: E-M5 Mark III.
- E-M1 Olympus OM-D E-M1 Mark II

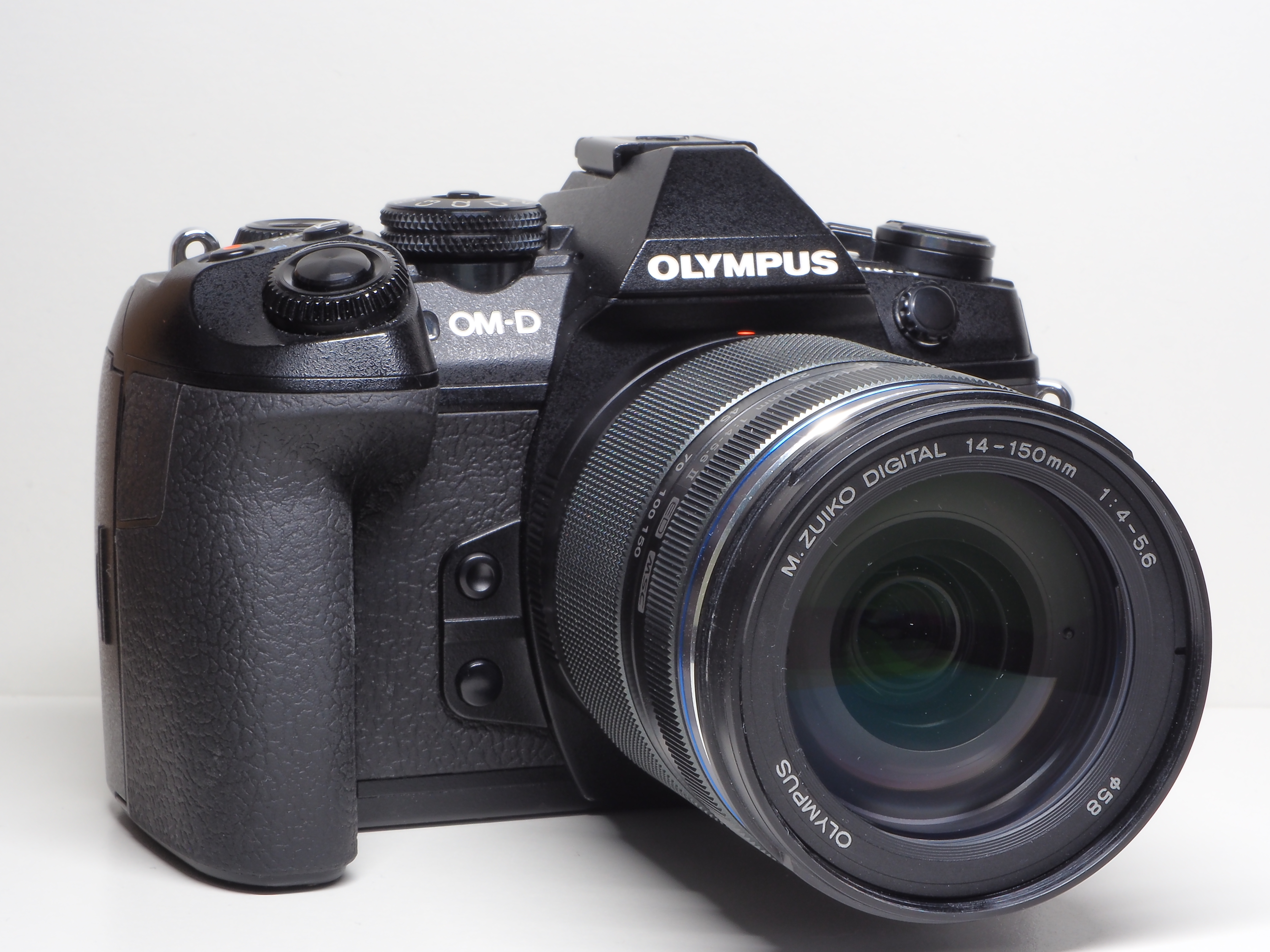
Olympus OM-D E-M1 Mark II

  - A legmagasabb szintű OM-D kategória.
  - Professzionális kialakítás és professzionális funkciók.
  - Nagy markolat.
  - Legdrágább.
  - Fejlettebb videó funkciók.
  - Abszolút értelemben profi vonal.
  - Legújabb modell: E-M1 Mark III.
    - E-M1X Olympus OM-D E-M1X

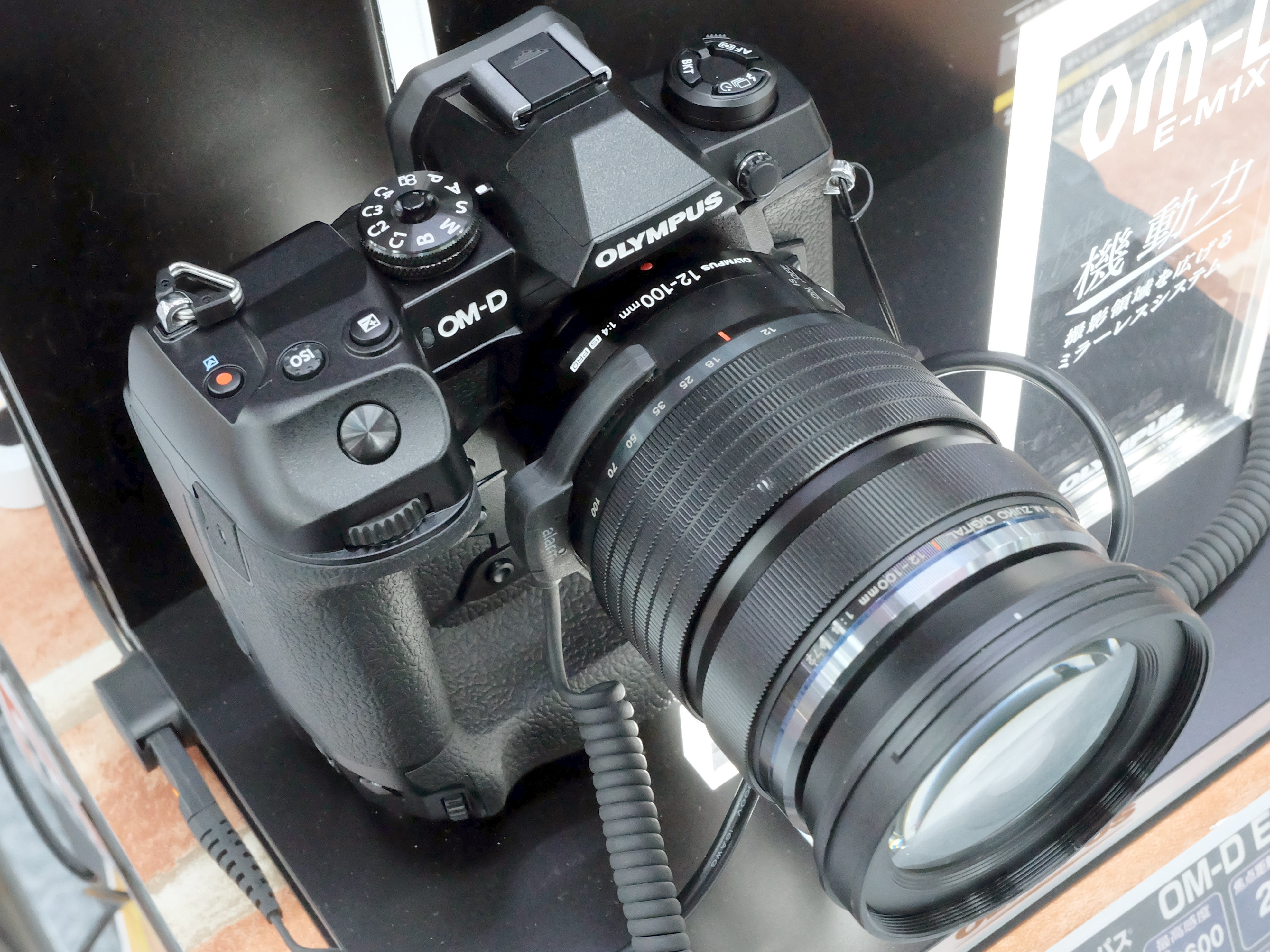
Olympus OM-D E-M1X

      - 2018-ban bemutatott, az E-M1 Mark II-n alapuló csúcskategóriás OM-D kamera.
      - Beépített függőleges markolat.
      - Nagyon ergonomikus kezelés és gombelrendezés.
      - Nagyon nagy nagyítású elektronikus kereső.
      - Majdnem kétszer olyan nehéz, mint az E-M1 II.
      - Hosszú akkumulátor-üzemidő.

A fő különbség az alkategóriák között az ergonómia és a testreszabhatóság. A legtöbb szolgáltatás megtalálható a teljes OM-D családban, de a kezelhetőség, a strapabíróság és a szolgáltatások hozzáférhetősége eltér a drágább kategóriák javára.

## Minden OM-D sorozatú fényképezőgép és az alapvető információik
| Név                 | Kategória    | Fotó felbontás | Videó felbontás | Megjelenés ideje |
| ------------------- | ------------ | -------------- | --------------- | ---------------- |
| OM-D E-M5           | Középszint   | 16 megapixel   | 1080p 30 fps    | 2012. február    |
| OM-D E-M1           | Profi        | 16 megapixel   | 1080p 30 fps    | 2013. szeptember |
| OM-D E-M10          | Belépő szint | 16 megapixel   | 1080p 30 fps    | 2014. január     |
| OM-D E-M5 Mark II   | Középszint   | 16 megapixel   | 1080p 60 fps    | 2015. február    |
| OM-D E-M10 Mark II  | Belépő szint | 16 megapixel   | 1080p 60 fps    | 2015. augusztus  |
| OM-D E-M1 Mark II   | Profi        | 20 megapixel   | 2160p 30 fps    | 2016. október    |
| OM-D E-M10 Mark III | Belépő szint | 16 megapixel   | 2160p 30 fps    | 2017. augusztus  |
| OM-D E-M1X          | Profi        | 20 megapixel   | 2160p 30 fps    | 2019. január     |
| OM-D E-M5 Mark III  | Középszint   | 20 megapixel   | 2160p 30 fps    | 2019. október    |
| OM-D E-M1 Mark III  | Profi        | 20 megapixel   | 2160p 30 fps    | 2020. február    |
| OM-D E-M10 Mark IV  | Belépő szint | 20 megapixel   | 2160p 30 fps    | 2020. augusztus  |

## Fordítás
Ez a szócikk részben vagy egészben  az   Olympus OM-D series című angol Wikipédia-szócikk ezen változatának fordításán alapul.  Az eredeti cikk szerkesztőit annak laptörténete sorolja fel. Ez a jelzés csupán a megfogalmazás eredetét és a szerzői jogokat jelzi, nem szolgál a cikkben szereplő információk forrásmegjelöléseként.